# Apresto
Se llama apresto al tratamiento que se le aplica a las mercancías, paños, telas, géneros de algodón, etc. a fin de darles lustre, pulimento y firmeza.
Se conoce también como apresto, en el mundo del arte, a la dureza de la tela de un lienzo antes de ser mojada con agua. 
Para las telas de lino o de cáñamo el apresto consiste en la aplicación de una mezcla de almidón y añil. Cuando han recibido este apresto se las despliega y pasan por la calandria. Las telas de algodón se aprestan con almidón y después se las hace pasar por dos cilindros calientes que dan lustre a la vez al anverso y al reverso. Para los paños, el apresto se efectúa con ayuda de una presión más o menos fuerte combinada o no con la acción del calor de donde se dan dos suertes de aprestos: el prensado en frío y en caliente. 